# 京濱島

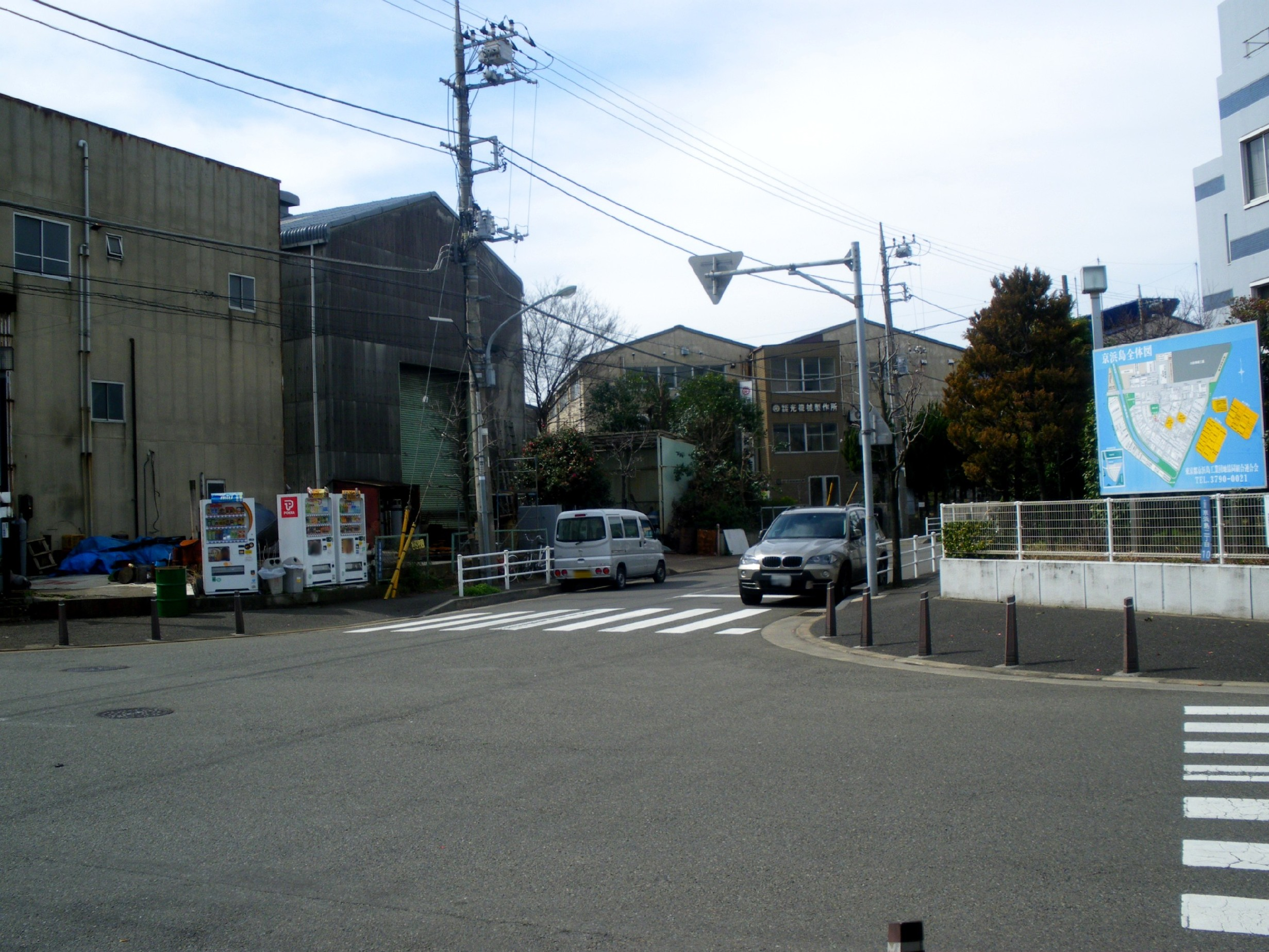
2丁目

京濱島（日语：／ Keihinjima */?）是東京都大田區的人工島及同區町名。現行行政地名為京濱島一丁目至京濱島三丁目。人口2人，僅京濱島三丁目有住戶（2013年8月1日）。填海地名為京濱第6區埋立地。

## 概要
位於大田區東部。北鄰東海（大井埠頭），東北鄰城南島，東南部與南部鄰羽田空港，西鄰昭和島。
與西部的昭和島之間為京濱運河。
大半地區為工業用地，並形成工業園區（京濱島工業團地），另有以觀賞羽田機場飛機起降的「翼公園」。

## 年表
- 1939年1月31日 - 京濱第6區埋立地獲得許可。事業主體為東京都。
- 1974年 - 編入大田區。
- 1975年 - 町名命名為「京濱島」。實施住居表示。成立一丁目與二丁目。
- 1979年 - 成立三丁目。
- 1986年1月21日 - 完全竣工
- 2008年4月1日 - 京濱島所轄警察署改為大森警察署。

竣工面積：1,033,996m²

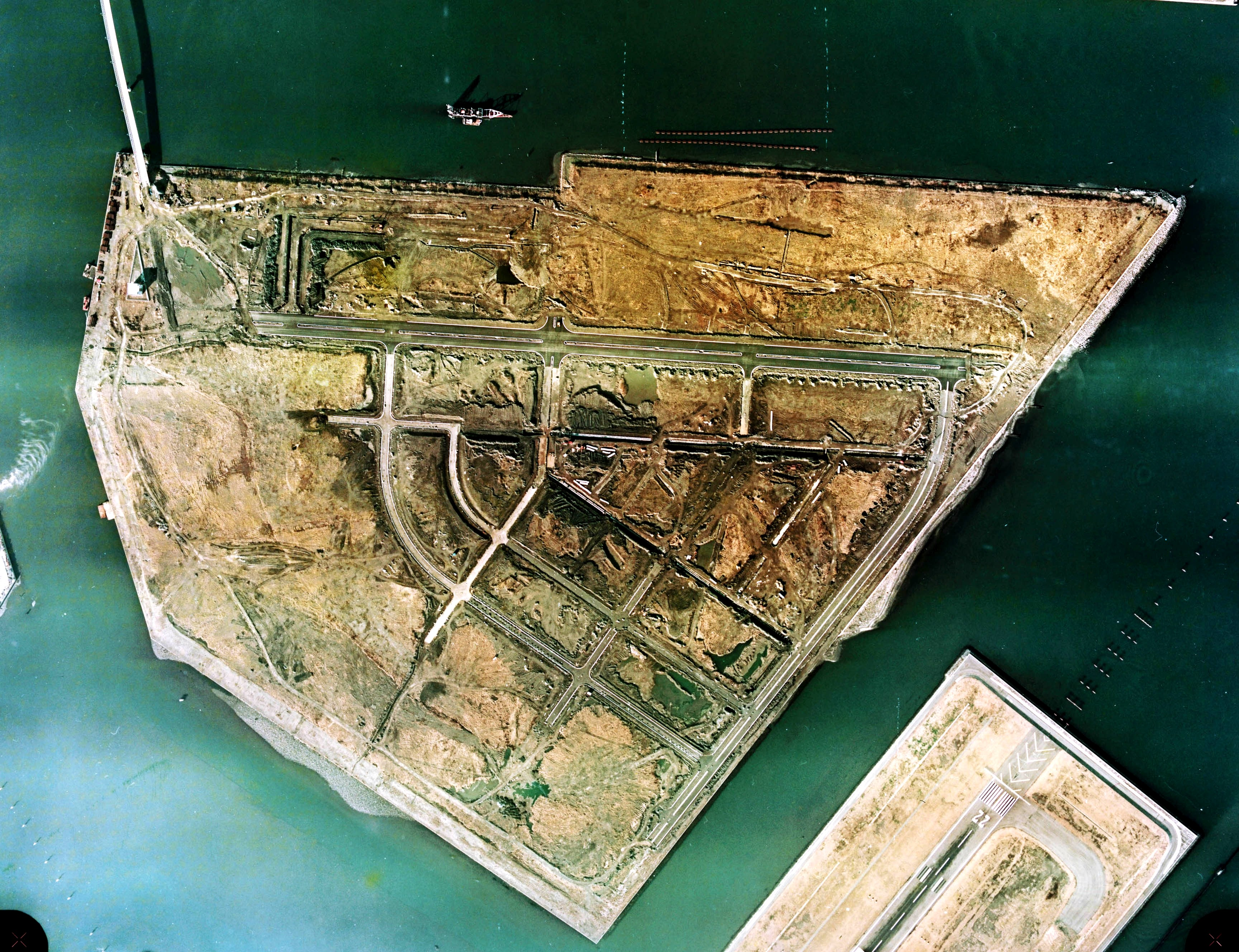
京濱島附近的空照圖。1974年攝影。填海工程仍在持續進行。
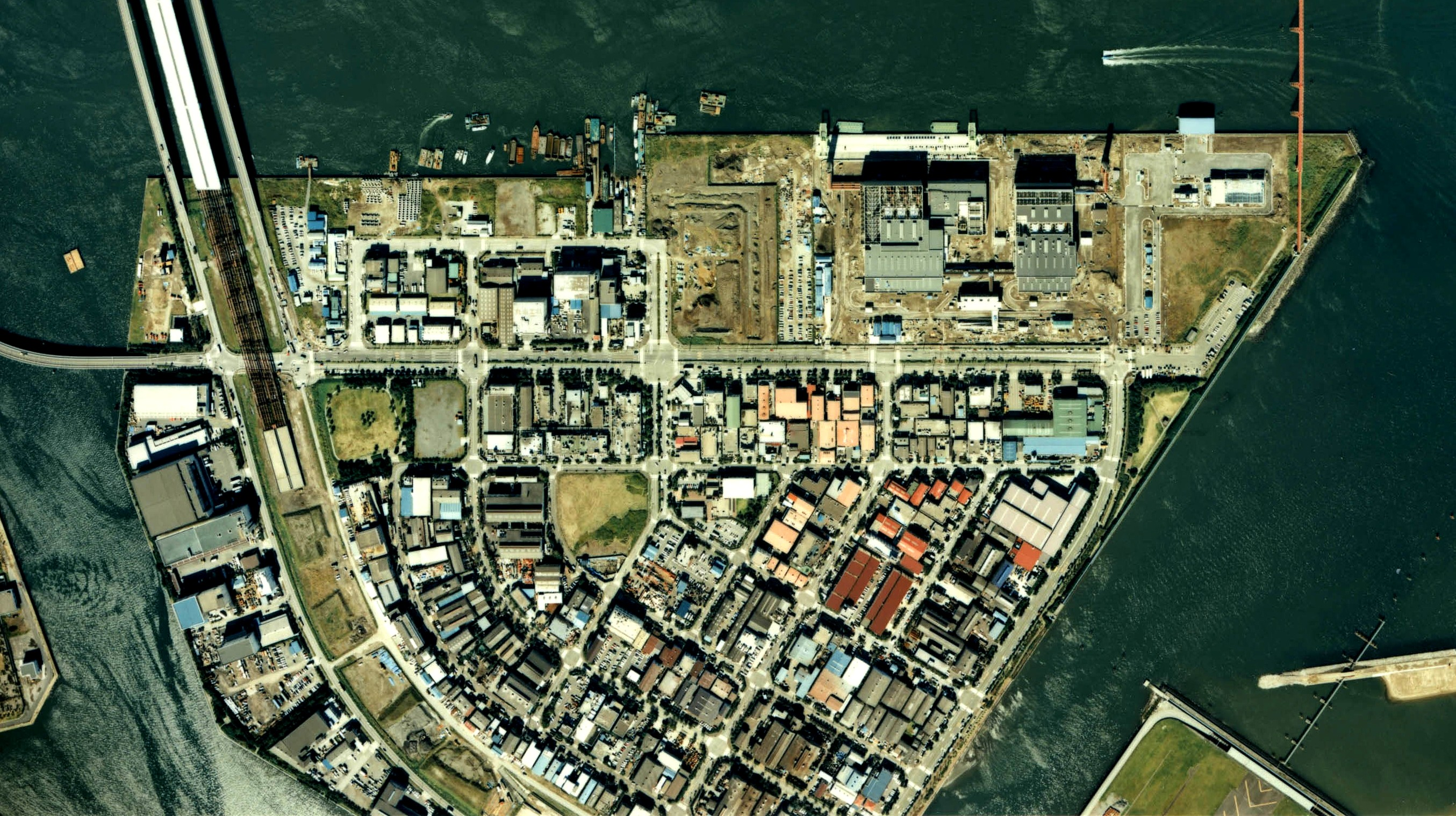
京濱島附近的空照圖。1989年攝影。與1974年相比，大部分土地已開發。

## 地域內的町名
- 京濱島一丁目…地域西部。灣岸道路以西的區域。幹道旁有許多企業的物流中心。
- 京濱島二丁目…地域中部、東部。以灣岸道路為界，包含島上大多數地區。工業園區內有鋼鐵、電機、金屬等各種工廠。二丁目東南部、羽田機場方向的沿海地帶是京濱島翼公園與綠地，是眺望羽田機場的觀賞景點。此外，灣岸通旁有京濱島埠頭公園。
- 京濱島三丁目…地域北部。與一丁目、二丁目一樣工廠聚集。三丁目東部有大田清掃工場與京濱島不可燃垃圾處理中心。

## 地域內的公園
- 京濱島翼公園

### 京濱島綠道公園
京濱島綠道公園（けいひんじまりょくどうこうえん）位於京濱島一丁目，是由東京都港灣局管理的公園。位於京濱島西部一帶，京濱運河旁的步道沿路種植花草樹木，可眺望對岸的昭和島。園南端接續京濱島翼公園。
- 開園年月日：1982年5月15日
- 面積：31562.27㎡
- 交通方式：大森站搭乘巴士（京急巴士　森24系統）在「京濱島海上公園」巴士站下車。

### 京濱島埠頭公園
京濱島埠頭公園（けいひんじまふとうこうえん）位於京濱島二丁目，是由東京都港灣局管理的公園。是以草坪為主的公園，為島內上班族、員工休閒的地點。
- 開園年月日：1980年4月1日
- 面積：12,577.15㎡
- 交通方式：大森站搭乘巴士（京急巴士　森24、森36系統）在「京濱島2番地」巴士站下車。

## 交通
京和橋可通往西部的昭和島，京濱大橋可通往北部的大田區東海（大井埠頭）。灣岸道路的空港北隧道可通往南部的羽田機場。
灣岸道路（國道357號線）與首都高速灣岸線貫穿地域西部，也是一丁目與二丁目的分界。北部有北大通通過，為二丁目與三丁目的分界。
本地沒有鐵路車站。東京單軌電車昭和島站步行時間達20分～30分，另可利用大森站、大森海岸站、平和島站出發的京濱急行巴士。（須確認時刻）

## 備註
1. ↑  .   [2013-08-27]. （原始内容存档于2014-02-18）.

## 外部連結
- 東京都京濱島工業團地協同組合連合會 （页面存档备份，存于）
- 京濱急行巴士 （页面存档备份，存于）